# Cory Synhorst SerVaas
 (mars 2023).
Cory Synhorst SerVaas (21 juin 1924 - 6 mars 2020) est une éditrice, inventrice et médecin américaine. Elle a publié le magazine ferroviaire Lionel et le Saturday Evening Post. Elle a notamment animé une émission hebdomadaire sur la santé, défendu les questions de santé, traduit la terminologie médicale et utilisé des dépisteurs de santé mobiles.

## Vie personnelle
Cory SerVaas naît le 21 juin 1924, près de Pella, dans l'Iowa, de John Dirk et Gertrude Roorda Synhorst, et a deux frères et sœurs. Elle commence l'école primaire à 4 ans à West Amsterdam et obtient son diplôme d'études secondaires à 15 ans. Si elle avait obtenu son diplôme de fin d'études secondaires à un âge plus avancé, Cory SerVaas aurait embrassé une carrière d'enseignante peu de temps après. Elle commence à fréquenter le Central College de Pella en 1940 et obtient son diplôme en 1942. Pendant ses études au Central College, elle est gymnaste. SerVaas suit un cours de journalisme à l'université de l'Iowa après avoir obtenu son diplôme du Central College en 1946, puis termine ses études supérieures à New York, à l'université Columbia. Pendant cette période, elle est couturière. Elle rencontre Beurt SerVaas après être allée à l'église un dimanche, lorsque le pasteur les présente l'un à l'autre. Le 8 janvier 1950, ils se sont mariés et ont déménagé à Indianapolis, dans l'Indiana. Elle obtient un diplôme de médecine en 1969 à l'école de médecine de l'université d'Indiana SerVaas meurt à Indianapolis le 6 mars 2020, à l'âge de 95 ans.

## Carrière
Cory SerVaas a édité le magazine ferroviaire Lionel et son mari l'a aidée à breveter le tablier Cory Jane Clamp-on, qu'elle invente alors qu'elle est couturière Le tablier est fabriqué par la Clamp-On Corporation pour être vendu dans les magasins et pouvait être adapté à plusieurs tailles afin d'empêcher les tabliers de bouger Après que Buert a acheté le Saturday Evening Post en 1970, Cory SerVaas en devient la rédactrice en chef. Cory SerVaas a vulgarisé une terminologie médicale et tenu deux rubriques, « Medical Mailbox » et « Ask Cory », en tant que membre de l'équipe du magazine.
Cory SerVaas est la fondatrice de la Benjamin Franklin Literary and Medical Society, de la Saturday Evening Post Society et du Children's Better Health Institute en 1976. En 1980, Servaas est élue au Hall of Fame de l'Université de l'Iowa pour le journalisme. Elle se rend à Des Moines, dans l'Iowa, en janvier 1985 pour faire part de ses réflexions sur le maïs à haute teneur en lysine ayant la capacité d'aider à mettre fin à la faim en Afrique, à la famine et à la carence en protéines. (Un scientifique de l'université Purdue avait créé du maïs à haute teneur en lysine 20 ans auparavant, mais ce maïs n'était donné qu'au bétail et à la volaille pour que les animaux prennent rapidement du poids. Le maïs n'était pas cultivé souvent et avait de faibles rendements.) Elle présente une émission hebdomadaire sur la santé sur le Christian Broadcasting Network, dans laquelle elle défend les soins préventifs et d'autres sujets liés à la santé.
Dans les années 1980, Cory SerVaas a utilisé des unités mobiles qui pouvaient détecter les maladies cardiaques et les cancers. Le président Ronald Reagan l'a intégrée à la Commission présidentielle sur l'épidémie de VIH en 1987, et George H. W. Bush l'a intégrée au Conseil présidentiel sur la condition physique et le sport en 1990. Cory SerVaas crée les Tulip Time Scholarship Games en 1993, qui donnaient aux étudiants la possibilité de gagner des bourses d'études pour leurs performances sportives et scolaires. Elle travaille au Central College Advisory Board et au National Advisory Council. 2]